# Osmia ashmeadii
Osmia ashmeadii är en biart som först beskrevs av Stephen J. Titus 1904.  Osmia ashmeadii ingår i släktet murarbin, och familjen buksamlarbin. Inga underarter finns listade i Catalogue of Life.